# ليزا ياماناكا
ليزا ياماناكا هي ممثلة كندية، ولدت في 16 يونيو 1983 في تورونتو في كندا.

## وصلات خارجية
- ليزا ياماناكا على موقع IMDb (الإنجليزية)
- ليزا ياماناكا على موقع ميوزك برينز (الإنجليزية)
- ليزا ياماناكا على موقع أول موفي (الإنجليزية)
- ليزا ياماناكا على موقع قاعدة بيانات الأفلام السويدية (السويدية)
- ليزا ياماناكا على موقع قاعدة بيانات الفيلم (الإنجليزية)
- ليزا ياماناكا على موقع ANN person (الإنجليزية)